# Àcid gras conjugat

Àcid linolènic conjugat

Els àcids grassos conjugats són àcids grassos poliinsaturats en els quals, com a mínim, un parell de dobles enllaços estan separats per només un enllaç simple, i no estan interromputs per metilè. Un exemple és l'àcid linoleic conjugat:
Els àcids grassos conjugats (les sigles en anglès són:CFAs) són una mescla d'isòmers, de posició i de geometria, amb dobles enllaços conjugats. La conjugació dona lloc a la deslocalització electrònica dels electrons al llarg del sistema.

## Presentació en la natura
En les plantes els enllaços dobles dels àcids grassos poliinsaturats típicament estan separats per un o més grups funcionals metilè, en contrast, les llavors oleaginoses d'un limitat nombre d'espècies estan enriquides en àcids grassos conjugats els quals no estan interromputs per metilè.
En les llavors oleaginoses de certes plantes es presenten àcids grassos conjugats com: l'àcid calèndic, àcid aeleoesteàric, àcid catàlpic, àcid punícic (de les llavors del magraner), àcid parinàric i d'altres.
Diferents famílies de plantes produeixen llavors amb aquest tipus d'àcids grassos conjugats, aquestes famílies inclouen les Asteraceae, Euphorbiaceae, Cucurbitaceae, Rosaceae, Lythraceae, Balsaminaceae, Chrysobalanaceae, i Bignoniaceae.

## Ús
Els àcids grassos conjugats són d'interès comercial i biotecnològic per les seves propietats químiques i fisiològiques. Els olis enriquits amb àcids grassos conjugats són més propensos a l'oxidació que els olis amb dobles enllaços interromputs pel metilè i això és una propietat desitjable en els agents assecants de tintes, pintures i vernissos. En la ramaderia s'ha observat que redueixen l'acumulació de greix i, per tant, la carn resulta de millor qualitat

## Efectes en la salut
Aquests àcids grassos tenen efectes beneficiosos potents que inclouen el d'activitat antitumoral, antiobesitat, antiaterogènica i antidiabètica. També prevenen l'aparició d'hipertensió. Cadascun dels seus isòmers es creu que té diferents funcions, per exemple l'isòmer 10trans,12cis de l'àcid linoleic conjugat (CLA) té efectes anticarcinogènics, antiobesitat i antidiabètics, mentre que l'isòmer 9cis,11trans-CLA exerceix un efecte anticàncer.